# Berzeviczy Albert (író)
Berzevicei Berzeviczy Albert (Berzevice, 1776 – Berzevice, 1859. augusztus 20.) földbirtokos.

## Élete
A gimnáziumot Lőcsén végezte s előszeretettel tanulta a nyelveket és zenét; a magyar nyelv gyakorlata végett egy évet Debrecenben töltött; magasabb iskolai tanulmányait is elvégezvén (hihetőleg Kassán), hazament gazdálkodni. 1818. július 28.-án hosszabb útra kelt és két év alatt bejárta Magyarország és Ausztria egy részén kívül Olaszországot, Svájcot, Franciaországot és Angliát, Belgiumot, Hollandiát s végül Németország nagy részét. Később gróf Barkóczyval második európai körutat tett, beutazta ekkor Németországnak múltkor mellőzött északi részét, Sziléziát, Szászországot és Poroszországot. Visszatérvén ezen útjából egy ideig ismét Berzeviczén gazdálkodott. Az 1820-as évek végén birtokát bérbe adta s Kassára tette át lakását; itt főképp történelmi tanulmányokkal foglalkozott és részben Berzeviczy Vince társaságában élt. Az 1848–1849-es szabadságharc után, mely őt mint törődött aggastyánt találta, elvonult őseinek békés hajlékába, Berzevicére.

## Munkái
A vatikáni könyvtárban és levéltárban tett kutatásainak eredményét kivonatokban a Rómában tartózkodó nádornak, kitől megbizást nyert, adta át. Magyar hazánkat illető és a külföldi könyvtárakban található jellességekről című értekezést írt a Tudom. Gyűjteménybe (1820. VI. 37.). Külföldi utazásairól naplót írt német nyelven, mely kéziratban a Berzeviczy-család levéltárában őriztetik és melyet Szádeczky Lajos ismertetett a Földrajzi Közleményekben (1889. V. VI. füzet), magyarázatokkal és rövid életrajzzal.